# Turva järv
Turva järv är en sjö i Estland.   Den ligger i landskapet Viljandimaa, i den södra delen av landet, 140 km söder om huvudstaden Tallinn. Turva järv ligger 54 meter över havet.  I omgivningarna runt Turva järv växer i huvudsak blandskog.